# Azzedine Chih
Azzedine Chih (arabe : عز الدين شيح), né le 13 janvier 1960, est un entraîneur de football algérien.

## Carrière
Il entraîne l'équipe féminine algérienne de 1998 à 2018 et l'équipe féminine jordanienne de 2018 à 2019,.